# مارتن بيل (مخرج)
مارتن بيل (بالإنجليزية: Martin Bell)‏ هو مخرج أمريكي، ولد في 16 يناير 1943 في الولايات المتحدة.

## وصلات خارجية
- مارتن بيل على موقع IMDb (الإنجليزية)
- مارتن بيل على موقع ألو سيني (الفرنسية)
- مارتن بيل على موقع أول موفي (الإنجليزية)
- مارتن بيل على موقع قاعدة بيانات الأفلام السويدية (السويدية)
- مارتن بيل على موقع قاعدة بيانات الفيلم (الإنجليزية)
- مارتن بيل على موقع كينوبويسك (الروسية)